# Kristalina Georgieva
Kristalina Ivanova Georgieva-Kinova (Szófia, 1953. augusztus 13. –) bolgár közgazdász és politikus. 2019-ben ideiglenesen a Világbank elnöke, 2019-től a Nemzetközi Valutaalap (IMF) vezérigazgatója. 

## Életpályája
2014-ben a Juncker-bizottság tagja lett, egyben az egyik alelnöknek is őt választották meg. 2016-ban ő volt a bolgár kormány ENSZ főtitkár-jelöltje, ezért a bizottsági állásáról lemondott, azonban nem választották meg.
2019. szeptember 29-én kinevezték a Nemzetközi Valutaalap vezérigazgatójává, Christine Lagarde utódjaként. Ő az első aki Európa keleti feléből érkezve töltheti be ezt a állást.